# Skutvika
Skutvika est une localité du comté de Nordland, en Norvège.

## Géographie
Administrativement, Skutvika fait partie de la kommune de Hamarøy.